# Wenceslaus Sarmiento
Wenceslaus Sarmiento (známý stejně jako W.A. Sarmiento) (22. září 1922 Peru – 24. listopadu 2013) byl americký modernistický architekt, narozený v Peru.

## Život
Studoval na různých místech v Jižní Americe. Předtím, jako odešel do USA, učil se také 18 měsíců v ateliéru Oscara Niemeyera. Od roku 1951 do roku 1961 byl hlavním návrhářem americké banky Bank Building Corporation of America. Pak založil svůj vlastní ateliér Sarmiento Associates, který měl 60 zaměstnanců a sídlil v St. Louis v americkém státě Missouri.
V roce 1980 odešel o důchodu. Ke konci života žil Santa Monice v Kalifornii a byl pořád aktivní v péči o jeho stavby.

## Tvůrčí činnost
V poválečných letech bankovní modernizace v amerických downtownech navrhl stovky budov zejména pro banky, ale také jiných budov. Dále navrhoval konstrukce nových bankovních věží na předměstích. Většina jeho prací je v takzvaném mezinárodním stylu, s viditelným vlivem Niemeyera. Ten je také pravděpodobně nejvíce patrný v Sarmientovém největším projektu Phoenix Financial Center z roku 1968, které postavil na Central Avenue ve městě Phoenix, hlavním městě Arizony. Jeho menší bankovní pobočky mají tendenci být víc hravé, na pohled přitažlivé, a stylově příslušejí k tzv. googie architektuře.